# JoJo
Joanna Noëlle Blagden Levesque (Brattleboro, 20 de dezembro de 1990) conhecida artisticamente como JoJo, é uma cantora, compositora e atriz estadunidense. Ela começou a se apresentar em competições de canto e shows de talentos locais ainda criança. Em 2003, o produtor musical Vincent Herbert a notou depois que ela competiu no programa de televisão America's Most Talented Kids e a convidou para fazer um teste para sua gravadora Blackground Records. Depois de assinar com a gravadora, JoJo lançou seu álbum de estúdio estreia homônimo em 2004. Alcançou a quarta posição na Billboard 200, nos Estados Unidos, e mais tarde foi certificado como platina pela Recording Industry Association of America (RIAA), vendendo mais de quatro milhões de cópias em todo o mundo.
Com seu single de estreia "Leave (Get Out)" chegando ao topo do gráfico Mainstream Top 40, JoJo, aos 13 anos, se tornou a solista mais jovem da história a chegar ao topo da tabela. A canção alcançou a 12ª posição da Billboard Hot 100 e foi certificada ouro pela RIAA junto com seu single seguinte, "Baby It's You". Seu segundo álbum de estúdio, The High Road (2006), gerou seu primeira canção a atingir o top cinco da Hot 100, "Too Little Too Late". O álbum foi posteriormente certificado como ouro, vendendo mais de três milhões de cópias em todo o mundo. Em 2007, JoJo havia vendido mais de sete milhões de discos em todo o mundo, incluindo 2.1 milhões de álbuns nos Estados Unidos.
Disputas com gravadoras atrasaram JoJo de lançar comercialmente seu terceiro álbum de estúdio; ela lançou duas mixtapes de forma independente, Can't Take That Away from Me (2010) e Agápē (2012). Após seu liberação contratual, JoJo assinou com a Atlantic Records em 2014 e lançou seu primeiro extended play (EP) comercial, III. (2015), seguido por seu terceiro álbum de estúdio Mad Love (2016), que se tornou seu terceiro álbum a atingir o top dez da tabela de álbuns estadunidense. Ela deixou a Atlantic em 2017 e fundou sua gravadora Clover Music por meio de um empreendimento conjunto com a Warner Records, por meio da qual regravou e relançou seus dois primeiros álbuns de estúdio em 2018, sendo seus primeiro projetos sob a gravadora. Seu quarto álbum de estúdio, Good to Know, foi lançado em maio de 2020, precedido pelo single "Man". Em outubro, ela lançou seu primeiro álbum natalino, December Baby. Ainda em 2020, JoJo venceu seu primeiro Grammy, com a canção "Say So", parceria com o cantor de R&B PJ Morton.
Além de sua carreira musical, JoJo também seguiu a carreira de atriz. Em 2006, ela estreou no cinema em Aquamarine e mais tarde estrelou em RV. Ela também teve participações especiais nos programas de televisão The Bernie Mac Show (2002), American Dreams (2004), Romeo! (2006), Hawaii Five-0 (2011) e Lethal Weapon (2017). Outros filmes em que JoJo apareceu incluem o filme True Confessions of a Hollywood Starlet (2008), para a Lifetime Television, e G.B.F. (2013). Ela fez sua estreia na Broadway em 2023, interpretando Satine em Moulin Rouge! The Musical.

## Biografia
JoJo nasceu em Brattleboro, Vermont, e foi educada em Keene, New Hampshire e Foxborough, Massachusetts. Ela tem ascendência inglesa, irlandesa, francesa, polonesa, escocesa e nativo americana. Ela cresceu em um apartamento de um quarto, com uma família humilde. Seu pai cantava como hobby, e sua mãe cantava no coro de uma igreja católica e foi treinada em um teatro musical. Seus pais se divorciaram quando ela tinha três anos de idade.
Seu nome artístico vem de um apelido de infância. Ela começou a cantar quando tinha dois anos e três meses, de músicas infantis à R&B, jazz e soul. Quando criança, JoJo gostava de se apresentar em festivais norte-americanos e atuar em teatros profissionais locais. Em agosto de 2009, JoJo se formou no ensino médio. Ela foi aceita na Northeastern University, mas preferiu investir em sua carreira artística; ela considerou se formar em antropologia cultural.

## Carreira

### 1998–2002:Inicio e JoJo
Com sete anos, JoJo apareceu no programa de televisão "Kids Say the Darnedest Things: On the Road in Boston", apresentado pelo ator e comediante Bill Cosby. Depois começou a fazer aparições no programa "Destination Stardom". Algum tempo depois, a equipe do programa The Oprah Winfrey Show, convidando-a para se apresentar no programa. Ela também se apresentou no "Maury", em um dos frequentes episódios do "Crianças com Talento". JoJo continuo participando de diversos programas de televisão como caloura ou competidora, entre eles o "America's Most Talented Kid", onde ela ficou em segundo lugar. Nessa época, ela foi convidada para uma audição na Blackground Records. Durante sua audição com o produtor Barry Hankerson, ele disse que o espírito de sua sobrinha, a cantora Aaliyah, a tinha trazido para ele. Uma demo chamada de "JoJo, Joanna Levesque", foi gravada em 2001, e trazia covers de canções de soul e R&B.
Em 2003, aos 12 anos, JoJo assinou com a Blackground Records e começou a trabalhar em seu álbum de estreia. O primeiro single de JoJo, "Leave (Get Out)", foi lançado em 24 de fevereiro de 2004, chegou a 12º posição na Billboard Hot 100, e foi certificado com ouro pela RIAA, após vender 500.000 cópias nos Estados Unidos. Quando o single chegou ao primeiro lugar no Mainstream Top 40, ela se tornou, aos treze anos, a artista mais jovem a ter um single em primeiro lugar nos Estados Unidos. Seu álbum de estréia, JoJo, foi lançado em 22 de junho de 2004, alcançando a 4ª posição na Billboard 200, vendendo 95.000 cópias na primeira semana, sendo certificado com platina pela venda de um milhão de cópias nos Estados Unidos. O álbum ainda foi certificado com platina no Canadá, e ouro na Alemanha e no Reino Unido. JoJo co-escreveu duas das canções do álbum, e compôs a faixa "Keep On Keepin' On" sozinha. Em agosto, ela foi indicada a Artista Revelação no MTV Video Music Awards.[carece de fontes?] Em dezembro de 2004, foi nomeada ao Billboard Music Awards, nas categorias "Artista Revelação Feminina do Ano" e "Mainstream Top 40 Single Of The Year".[carece de fontes?]
Seu segundo single "Baby It's You", que conta com a participação do rapper Bow Wow, alcançou a 22º posição no Hot 100 e a 8ª no Reino Unido. Ainda em 2004, ela participou do single beneficente "Come Together Now", para ajudar as vítimas do terremoto do oceano Índico de 2004 e do furacão Katrina. Neste ano, ela foi convidada pela então primeira dama Laura Bush para se apresentar no especial Christmas in Washington. O terceiro e último single "Not That Kinda Girl", foi lançado em 15 de fevereiro de 2005, e alcançou a 52ª posição na Austrália e a 85ª posição na Alemanha. Ela recebeu uma indicação de "Melhor Artista Feminina" no Radio Disney Music Awards 2005.[carece de fontes?]

### 2006–2009:The High Road
No dia 24 de julho de 2006, o primeiro single de seu segundo álbum, "Too Little Too Late", foi lançado nas rádio. A música quebrou o recorde de maior pulo para o top 3 da Billboard Hot 100, passando do 66º para o 3º lugar em uma semana, esse recorde pertencia anteriormente a cantora Mariah Carey com o single "Loverboy" de 2001, que havia passado da 60ª para a 2ª posição. JoJo fez a primeira apresentação da música no Miss Teen USA, em 15 de agosto, em 17 de outubro se apresentou nos programas The Today Show e TRL da MTV, em 25 de outubro no The Ellen DeGeneres Show, entre outros programas durante o mês de outubro e novembro. O single chegou na 3ª posição da Billboard Hot 100, e o 2º lugar na Pop 100. A música recebeu cinco indicações ao Radio Disney Music Awards daquele ano, levando 2 prêmios.[carece de fontes?]
The High Road, foi lançado em 17 de outubro de 2006, e debutou na 3ª posição da Billboard 200, vendendo 108,000 cópias na primeira semana. O álbum foi certificado com ouro pela RIAA por 500 mil cópias vendidas nos Estados Unidos. Também recebeu certificado de ouro no Canadá e no Reino Unido, vendendo mais de 3 milhões de cópias mundialmente. O segundo single do álbum "How to Touch a Girl", não entrou no Hot 100, porém atingiu a 66ª posição na Billboard Pop 100. O terceiro e último single do álbum, "Anything", foi lançada em países europeus, e apesar de não possuir um clipe e nem divulgação, alcançou a 21ª posição no UK Singles Chart, a 38ª posição na Billboard Pop 100 e a 57ª posição no European Hot 100. Em 2007, ela entrou na lista da Forbes dos artistas mais bem pagos de Hollywood, com menos de 25 anos. Em 20 de julho de 2007, JoJo liberou na internet uma música chamada "Beautiful Girls Reply", uma resposta ao sucesso "Beautiful Girls" do cantor Sean Kingston. Em 17 de novembro, JoJo se apresentou no festival Pop Rock Brasil, no Mineirão em Belo Horizonte.
Durante uma entrevista em 8 de abril de 2008, JoJo informou que estava compondo e produzindo para um novo álbum, e que esse seria seu álbum mais pessoal até o momento. Em 30 de agosto de 2008, JoJo postou sua própria versão da canção "Can't Believe It", música do rapper T-Pain. Em 1 de setembro, ela disse que o álbum seria lançado no início de 2009. Ainda em 2008, o cantor de R&B Ne-Yo utilizou um trecho do single de JoJo, "Baby It's You", em uma de suas canções. Em janeiro de 2009, ela revelou que estava tendo problemas com sua gravadora e que iria mudar da Blackground para a Interscope Records. Porém, em abril do mesmo ano, ela afirmou que ainda tinha contrato com a Blackground. Em 3 de junho de 2009, JoJo afirmou em seu canal oficial no Youtube que estava esperando que sua gravadora assinasse um acordo de distribuição para lançar o então chamado "All I Want Is Everything", que já estava finalizado, cujo título foi modificado para "Jumping Trains". Em 10 de junho, trechos de canções que haviam sido escritas por ela e Toby Gad vazaram na internet. Em meados de julho, ela disse que estava escrevendo canções para outros artistas e para si mesma e trabalhando com produtores em Los Angeles. Em outubro, a Blackground assinou um acordo com a Interscope Records, para distribuição do disco, porém adiaram o lançamento para 2010. No final de 2009, JoJo apareceu no álbum Timbaland Presents Shock Value II, do cantor e produtor Timbaland, na faixa "Lose Control", também participou de outra faixa do álbum, "Timothy (Where You Been)", como vocal de apoio.

### 2010–2014:Can't Take That Away From Me,Agapée #LoveJo
Após um novo adiamento do álbum para 2011, a cantora anunciou o lançamento independente da sua primeira mixtape, intitulada "Can't Take That Away From Me". Teve como single promocional a canção "In the Dark", liberada em 30 de agosto de 2010. Considerada por ela uma "gravação experimental", a mixtape foi lançada em 7 de setembro totalmente de graça para download e streaming no site Rap-Up.com, recebendo mais de 400,000 downloads. No início de 2011, foi divulgada na internet um possível novo single, a faixa "The Other Chick", a música chegou a ter um clipe gravado porém nunca foi lançado. Após muitos adiamentos, o primeiro single oficial divulgado foi "Disaster", lançado em 29 de agosto de 2011 em algumas rádios dos Estados Unidos e no iTunes em 6 de setembro. Mesmo sem divulgação, por parte da gravadora, o single um desempenho mediano, atingindo a 87ª posição na Billboard Hot 100, e a 29ª posição na parada Mainstream Top 40. O clipe foi divulgado em seu canal oficial no Youtube, em 2 de novembro de 2011. No final desse mesmo ano, a cantora embarcou em turnê conjunta com os cantores Joe Jonas e Jay Sean.

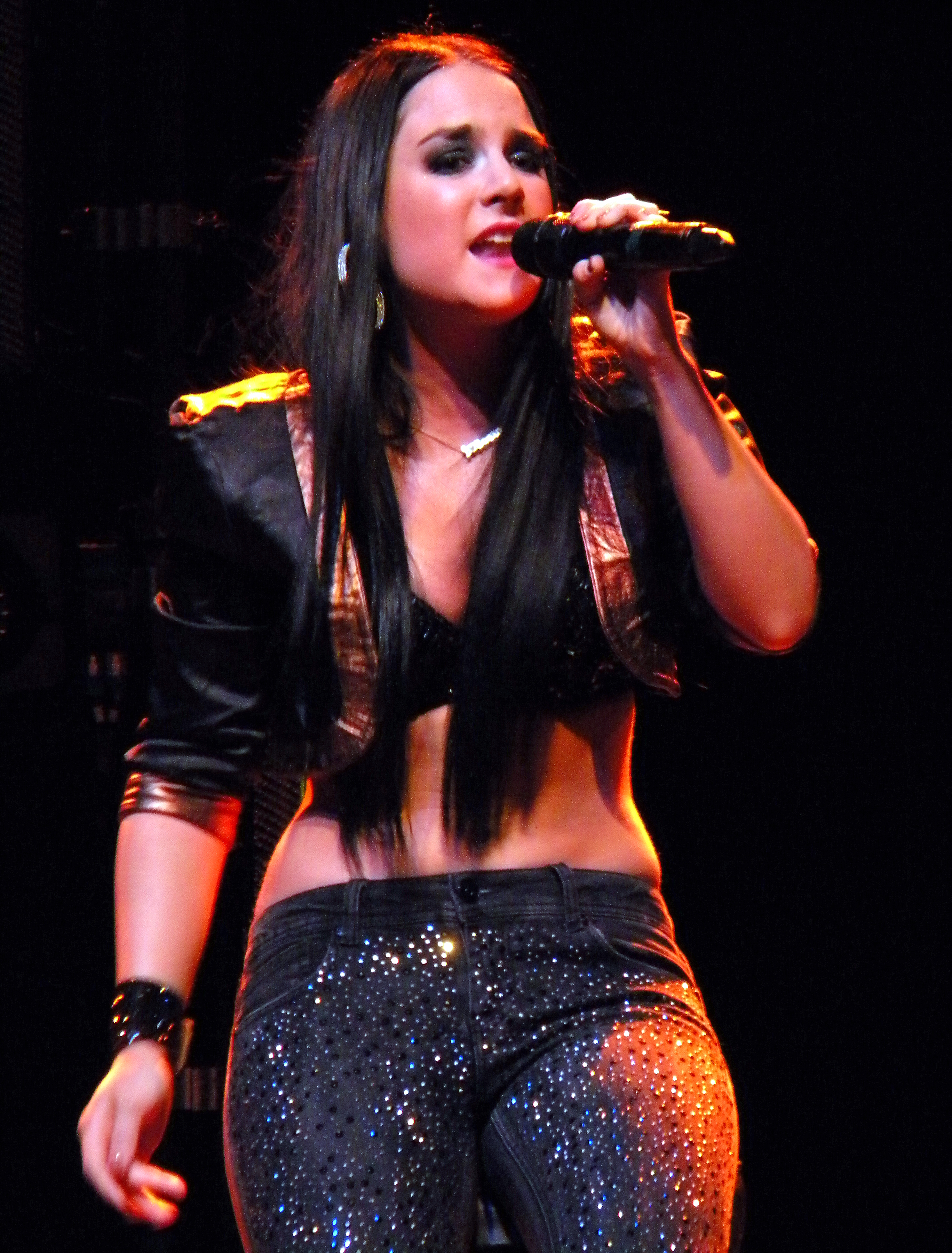
JoJo apresentando-se como ato de abertura na turnê no The Joe Jonas and Jay Sean Tour em 2011.

Em julho de 2012, JoJo confirmou o cancelamento do "Jumping Trains", informando que havia retomado as gravações de novas músicas, para o lançamento de um outro álbum. Em 17 de julho, a cantora divulgou, o que seria seu próximo single "Demonstrate" em uma rádio americana, porém nunca chegou a ser lançada oficialmente pela gravadora. Um clipe da música chegou a ser gravado, porém não foi finalizado pela falta de pagamento dos honorários à produtora pela Blackground. JoJo chegou a postar mensagens de indignação pela situação em seu Twitter, sendo apoiada pelos fãs. Após alguns meses sem um novo pronunciamento, a cantora anunciou no início de novembro que lançaria uma nova mixtape independente, chamada Agapé, cujo nome é uma expressão grega que significa "amor incondicional". No dia 15 de novembro, foi liberada a primeira canção intitulada "We Get By". A música falava sobre sua insatisfação com sua gravadora e a indústria da música. Em 30 de novembro, foi divulgada a música "Andre", que é uma homenagem ao cantor, produtor e compositor Andre 3000, do grupo Outkast, um dos grandes ídolos de JoJo. Ganhou um clipe lançado em 21 de março de 2013, e o resto do material foi disponibilizado para download gratuito no Soundcloud da cantora em dia 20 de dezembro de 2012, dia de seu aniversário.
Em 30 de julho de 2013, após inúmeros adiamentos de seu álbum, JoJo entrou com um processo judicial contra a Blackground Records, pedindo a liberação de seu contrato com a gravadora, por tê-la colocado em um "limbo musical" e feito "danos irreparáveis à sua carreira profissional" durante sete anos. Em dezembro de 2013, os advogados de JoJo e do selo concordaram em deixar o caso, depois que ambas as partes chegaram a um acordo fora do tribunal.
Em 14 de janeiro de 2014, JoJo foi oficialmente liberada da Blackground e assinou um novo acordo com a gravadora Atlantic Records, começando uma nova fase em sua carreira musical. Em 14 de fevereiro de 2014, lançou seu primeiro trabalho com a gravadora, o EP #LoveJo, que inclui três covers de artistas como, Anita Baker e Phil Collins.

### 2015–2018:Mad Love, III.e mudanças de gravadora

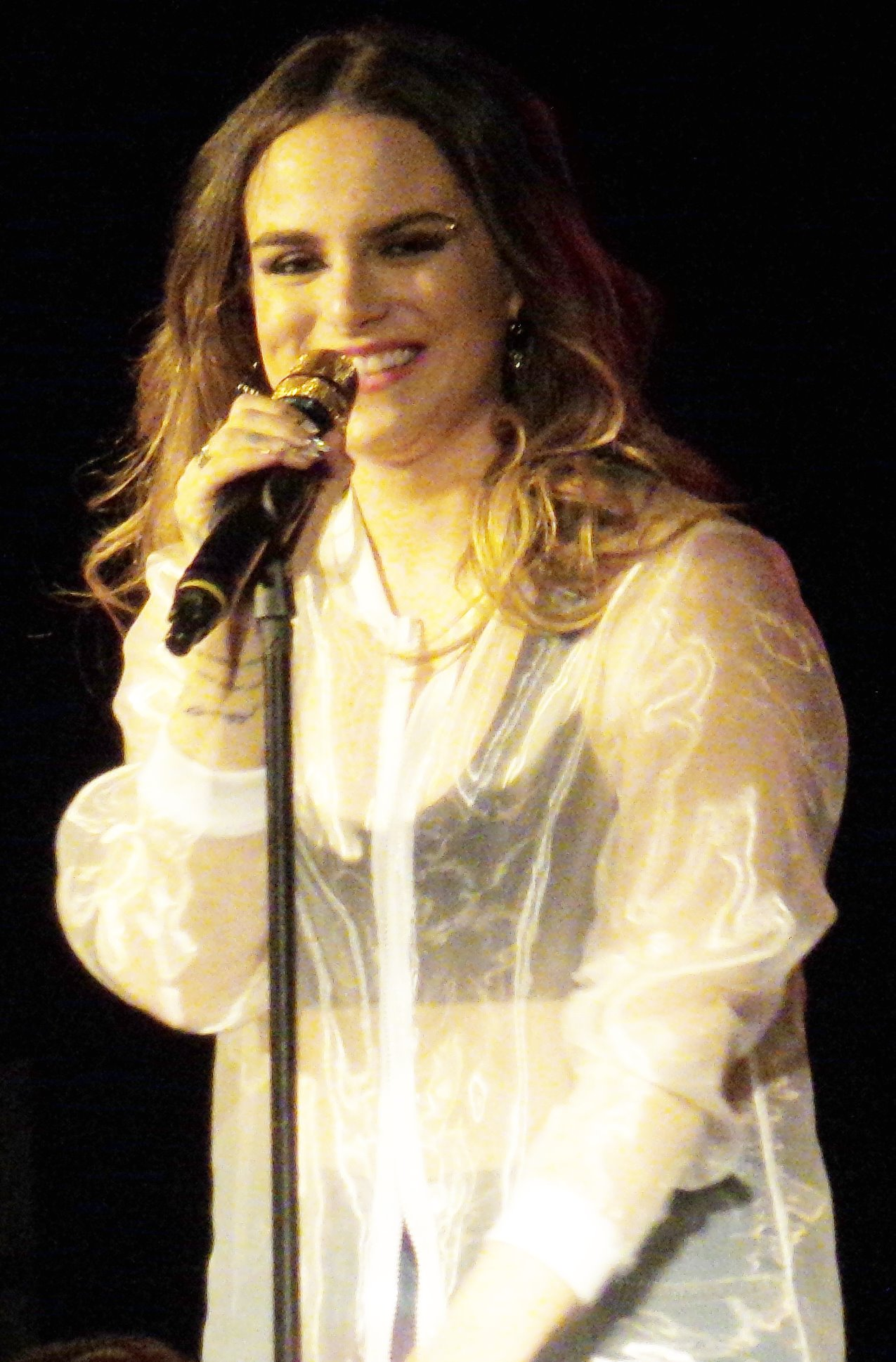
A cantora em 2015

Em 5 de agosto de 2015, o site da cantora foi relançado sob os cuidados da Atlantic Records. Em 20 de agosto de 2015, a cantora lançou três singles simultaneamente no EP III., como uma prévia de seu terceiro álbum. Para divulgar foi lançado o single "When Love Hurts", o clipe teve sua estreia dia 28 de setembro na MTV. Também foi lançado o clipe da música "Say Love" em 27 de outubro. Em 5 de outubro a cantora embarcou em sua segunda turnê pelos Estados Unidos, a "I Am JoJo Tour", que se estendeu até o dia 20 de dezembro. Em 18 de dezembro de 2015, JoJo lançou mais um EP, o #LoveJo2, que rendeu o single "Save My Soul". Em junho de 2016, a girl band Fifth Harmony anunciou que JoJo seria o ato de abertura da turnê 7/27 Tour.
Em 2016, após 10 anos sem lançar nenhum álbum, a cantora anuncia o lançamento do terceiro álbum de estúdio Mad Love. O primeiro single intitulado "Fuck Apologies" foi lançado em 28 de julho de 2016, e conta com a participação do rapper Wiz Khalifa. A música segue o estilo R&B e Hip-hop com elementos leves da música pop. A primeira performance televisionada foi ao ar em 29 de setembro no MTV Wonderland. O single conseguiu entrar na 40ª posição da parada Billboard Pop Digital Songs, e em paradas musicais ao redor do mundo como Inglaterra e Escócia. Mad Love foi lançado em 14 de outubro de 2016, e estrou na 6.ª posição da Billboard 200, vendendo 25.000 cópias na primeira semana. No dia do lançamento do álbum, JoJo se apresentou no programa Today Show. O álbum recebeu criticas positivas, e entrou na lista de fim de ano dos "20 Melhores Álbuns Pop de 2016" da revista Rolling Stone, ficando na 19ª posição. O álbum ainda conta com participações da cantora Alessia Cara, e da rapper Ramy Ma. Em novembro de 2016, JoJo anunciou a sua terceira turnê como artista principal, a "Mad Love Tour", pela Europa e América do Norte. A turnê foi finalizada em 26 de maio de 2017 ano, com o total de 69 shows.[carece de fontes?]
Em agosto de 2017, JoJo anunciou sua saída da Atlantic, para formar a sua própria gravadora, a "Clover Music", em um acordo conjunto com a Warner Records, onde regravou e relançou, em 21 de dezembro de 2018, seus dois primeiros álbuns, bem como seus singles "Demonstrate" e "Disaster".

### 2019–presente:Good To Know e Trying Not to Think About It
Em 12 de fevereiro de 2019, JoJo anunciou o lançamento de sua parceria com o cantor e compositor de R&B PJ Morton. O single "Say So", foi lançado em 14 de fevereiro, e foi incluído no álbum de Morton, Paul, como o single principal. A faixa foi aclamada pela crítica especializada, e venceu o Grammy Award de "Melhor Música de R&B" em 2020, dando a JoJo o primeiro Grammy de sua carreira.  Em 10 de outubro de 2019, JoJo lançou um novo single chamado "Joanna", seguido pelo videoclipe no dia seguinte. Em outubro de 2019, JoJo lançou o seu novo single ''Sabotage". Após o Grammy, JoJo anunciou que seu novo álbum se chama, "Good To Know", e está programado para ser lançado na primavera de 2020. Em 2 de outubro de 2020, ela lançou "The Change", escrita por Diane Warren, para servir como hino oficial da campanha presidencial de Joe Biden em 2020.
Em 30 de outubro de 2020, JoJo lançou seu primeiro álbum de férias e seu quinto álbum de estúdio, December Baby.

## Características musicais
Musicalmente, JoJo é considerado principalmente um artista pop e de R&B. no entanto, a maioria de suas músicas tende a se inclinar mais para o primeiro como ferramenta de marketing. Norman Meyers, do Prefix, observou que "Como uma adolescente branca cantando R&B mainstream, seus singles se inclinaram para o pop para atrair vendas... Mas a lista de produtores de The High Road... mostra que Jojo está mais preocupada com batidas mais pesadas e comoventes sons." JoJo é mezzo-soprano e sua voz tem sido amplamente aclamada pelos críticos musicais, um dos quais a classificou entre "as melhores da indústria da música em décadas", enquanto suas gravações de R&B foram comparadas a cantores de R&B Brandy e Monica. Descrevendo-a como um "fenômeno vocal", Leah Greenblatt da Entertainment Weekly entusiasmou-se com o fato de JoJo ser "capaz de floreios de registro superior no estilo Mariah Carey". Vocalmente os críticos frequentemente fazem comparações entre JoJo e as cantoras Kelly Clarkson e Beyoncé enquanto Sal Cinquemani da Slant Magazine comentou que a cantora "poderia muito bem ser a próxima Teena Marie"

## Atuação
JoJo atua desde que tinha quatro anos de idade. Ela trabalhou em teatros locais, rádio e comerciais de televisão. JoJo fez sua estreia profissional aos oito anos, em uma adaptação de Sonho de Uma Noite de Verão, de Shakespeare, no Huntington Theater.
Depois de aparecer nas séries de televisão The Bernie Mac Show e American Dreams, JoJo fez a sua estreia no cinema, com o filme Aquamarine, onde atuou ao lado de Emma Roberts e Sara Paxton, interpretando Hailey. Seu segundo filme de destaque Férias no Trailer, foi lançado em 28 de abril de 2006, onde ela interpreta a filha mais velha do personagem de Robin Williams. Para conseguir o papel ela fez cinco audições, e de última hora substituiu uma atriz que já havia sido escolhida.
Em 2005, o canal Disney Channel lhe ofereceu o papel de Zoe Stewart, na série de televisão que, mais tarde, ficou conhecida como Hannah Montana, mas ela recusou, declarando não estar interessada em fazer televisão no momento, então o seu papel foi dado a Miley Cyrus. Em sua página no MySpace, ela disse que estava "mais concentrada em se tornar uma artista legítima, não uma artista criada para cativar a audiência adolescente".
Em 9 de agosto de 2008, foi lançado seu novo filme True Confessions of a Hollywood Starlet, que teve estreia no canal Lifetime. Em 2013, foi confirmado que JoJo faria parte do elenco da comédia adolescente G.B.F., que conta a história de um grupo de garotas do ensino médio que estudam em uma escola onde aparentemente não existem gays, e las iniciam um movimento em apoio à causa gay, por sonharem em ter um amigo homossexual. A estreia do filme aconteceu em 17 de janeiro de 2014.

## Voz
JoJo é considerada uma cantora meio soprano colatura. É bastante elogiada por ser umas das cantoras com uma técnica vocal própria, elevando-se à seus melismas e notas mais graves. Seu estilo musical está entre o pop e mais para o R&B, porém a critica musical sempre a rotulou como uma estrela teen-pop com a voz de uma cantora de R&B, tanto que suas músicas nesse estilo foram comparadas com as das cantoras Brandy Norwood, Monica e Beyoncé. A cantora tem como influência musical as cantoras, Aretha Franklin, Etta James, Ella Fitzgerald, Mariah Carey, Whitney Houston, Aaliyah, e o grupo TLC.

## Vida pessoal
JoJo viveu em Edgewater, Nova Jersey, com a mãe, até os 18 anos, quando se mudou sozinha para Boston. Agora ela reside em Los Angeles. Em 2020, JoJo revelou que teve problemas com álcool e drogas. Ela também contou que abriu mão de dinheiro e de suas músicas para se livrar do contrato com Blackground "Eu não recebi nenhum dinheiro. Não recebi nada de danos, royalties ou algo do tipo. Não pude ficar com as minha próprias músicas, mesmo assim, me senti aliviada. Eu estava livre." Desde 2021 está noiva do ator Dexter Darder.

## Discografia
- JoJo (2004)
- The High Road (2006)
- Mad Love (2016)
- Good to Know (2020)

## Filmografia

### Cinema
| Ano  | Filme                                   | Papel                          | Notas                |
| ---- | --------------------------------------- | ------------------------------ | -------------------- |
| 2002 | Developing Sheldon                      | Jovem Elizabeth                |                      |
| 2004 | Shark Tale                              | Ela mesma (voz)                |                      |
| 2006 | Aquamarine                              | Hailey Rogers                  |                      |
| 2006 | RV                                      | Cassie Munro                   |                      |
| 2008 | True Confessions of a Hollywood Starlet | Morgan Carter / Claudia Miller | Telefilme / Lifetime |
| 2013 | G.B.F                                   | Soledad Braunstein             |                      |

### Televisão
| Ano       | Título                               | Papel            | Notas                                              |
| --------- | ------------------------------------ | ---------------- | -------------------------------------------------- |
| 1998      | Kids Say the Darndest Things         | Concorrente      | Como Joanna Levesque                               |
| 1999–2000 | Destination Stardom                  | Concorrente      | Como Joanna Levesque                               |
| 2002      | The Bernie Mac Show                  | Michelle Cooper  | "Bernie Mac Dance Party" (Temporada 2, Episódio 6) |
| 2003      | America's Most Talented Kid          | Ela mesma        | 1 episódio                                         |
| 2004      | American Dreams                      | Linda Ronstadt   | 1 episódio                                         |
| 2005      | Hope Rocks: The Concert with a Cause | Co-apresentadora | Especial do canal Fox                              |
| 2006      | Romeo!                               | Ela mesma        | 1 episódio                                         |
| 2007      | Punk'd                               | Ela mesma        | Temporada 8, Episódio 6                            |
| 2011      | Hawaii Five-0                        | Courtney Russell | Temporada 1, Episódio 15                           |
| 2011      | The Dance Scene                      | Ela mesma        |                                                    |
| 2012      | Massholes                            | Ela mesma        | "What Happens Down the Cape..."                    |
| 2016      | Clevver Now                          | Ela mesma        | "Justin Shades Taylor!"                            |
| 2017      | Lethal Weapon                        | Shaye            | "Born to Run" (Temporada 2, Episódio 3)            |

## Prêmios e Indicações
| Ano  | Premiação                 | Indicação                                                                      | Resultado |
| ---- | ------------------------- | ------------------------------------------------------------------------------ | --------- |
| 2004 | MTV Video Music Award     | Artista Revelação                                                              | Indicado  |
| 2004 | Billboard Music Awards    | Artista Revelação Feminina do Ano                                              | Indicado  |
| 2004 | Billboard Music Awards    | Mainstream Top 40 Single do Ano – "Leave (Get Out)"                            | Indicado  |
| 2004 | Radio Disney Music Awards | Melhor Artista Feminina                                                        | Indicado  |
| 2004 | Radio Disney Music Awards | Melhor Videoclipe – "Leave (Get Out)"                                          | Venceu    |
| 2005 | Radio Disney Music Awards | Melhor Artista Feminina                                                        | Indicado  |
| 2006 | Teen Choice Award         | Female Choice Breakout – "Aquamarine"                                          | Indicado  |
| 2006 | Radio Disney Music Awards | Best Artist Or Song Your Teacher Likes – "Too Little, Too Late"                | Venceu    |
| 2006 | Radio Disney Music Awards | Favorite Karaoke Song – "Too Little, Too Late"                                 | Venceu    |
| 2006 | Radio Disney Music Awards | Best True Ringer Ring Tone – "Too Little, Too Late"                            | Indicado  |
| 2006 | Radio Disney Music Awards | Best Song to Wake Up To – "Too Little, Too Late"                               | Indicado  |
| 2006 | Radio Disney Music Awards | Best Song You've Heard a Million Times and Still Love – "Too Little, Too Late" | Indicado  |
| 2007 | Boston Music Awards       | National Female of The Year                                                    | Venceu    |
| 2007 | Young Hollywood Awards    | Breakthrough Performance                                                       | Venceu    |
| 2007 | Young Hollywood Awards    | Melhor Performance em Filme – "Aquamarine"                                     | Indicado  |
| 2008 | Boston Music Awards       | Melhor Artista de Pop/R&B do Ano                                               | Indicado  |
| 2009 | Poptastic Award           | Melhor Telefilme – "True Confessions of a Hollywood Starlet"                   | Indicado  |
| 2016 | Boston Music Awards       | Melhor Artista Pop do Ano                                                      | Indicado  |
| 2019 | Soul Train Music Awards   | Melhor Colaboração - “Say So” PJ Morton feat. JoJo                             | Indicado  |
| 2020 | NAACP Image Awards        | Melhor Colaboração de Dupla ou Grupo - “Say So” PJ Morton feat. JoJo           | Indicado  |
| 2020 | Grammy Awards             | Melhor Música de R&B - “Say So” PJ Morton feat. JoJo                           | Venceu    |